# Gyulai Ferenc (katonatiszt)
Gróf marosnémeti és nádaskai Gyulay/Gyulai Ferenc József (Pest, 1798. szeptember 1. – Bécs, 1868. szeptember 1.) császári-királyi táborszernagy  (k.k. Feldzeugmeister), császári-királyi hadügyminiszter (k.k. Kriegsminister), gróf Gyulay Ignác császári-királyi táborszernagy és Julia von Edelsheim osztrák bárónő fia.

## Élete

### Származása, pályakezdése
Régi nemes erdélyi családból származott, mely 1694-ben bárói, 1704-ben grófi rangra emelkedett. 1816-ban alhadnagyként belépett az apja nevét viselő 60. gyalogezredbe. Számos katonai egységnél szolgált és békeidőben szokatlanul gyors előmenetele rátermettsége mellett feltehetően családi hátterének is köszönhető volt.  1829-ben már alezredes 1831-re ezredesi rendfokozatot ért el és 1839-ben vezérőrnaggyá léptették elő.

### Katonai kormányzó és hadügyminiszter
1845-ben az uralkodó a 33. gyalogezred tulajdonosává nevezte ki. 1846-tól altábornagyként Trieszt kormányzója és az osztrák Partvidék (Seebezirk) katonai parancsnoka lett. E minőségében az 1848-as forradalmak kitörésekor ideiglenesen átvette az osztrák haditengerészeti erők feletti parancsnokságot, és megakadályozta, hogy a hajóhad az itáliai felkelők kezére jusson. Határozott intézkedései révén az Osztrák Tengermellék ellen tudott állni az egyesült nápoly-szárdíniai hajóhad támadásainak mindaddig, amíg a szárazföldön a hadi helyzet 1848. július 25-én az Osztrák Császárság számára kedvező fordulatot nem vett, Radetzky tábornagy custozzai győzelme révén.
Jelentős részben e sikeres működésének következtében 1849. június 1-jén Felix zu Schwarzenberg herceg (1800–1852) kormányának hadügyminiszterévé nevezték ki. I. Ferenc József kíséretének tagjaként jelen volt a június 28-ai győri ütközetben, majd megtette a kellő intézkedéseket Komárom ostromának előkészítésére, azonban júliusban saját kérésére felmentették beosztásából.

### Hadvezéri működése Itáliában
1850-ben táborszernaggyá léptették elő. Kinevezték a milánói V. hadtest parancsnokává, és Radetzky utódjaként Lombardia hadi és polgári kormányzója lett. E beosztása mellett teljesített több ízben kisebb diplomáciai feladatokat is. 1857-ben kinevezték az észak-itáliai osztrák haderő főparancsnokává.
Az 1859. évi szárd háború kitörésekor a császár Gyulait nevezte ki a Lombard–Velencei Királyság katonai kormányzójává is, a túl liberálisnak tartott Ferdinánd Miksa főherceg helyére. A hadműveleteket az osztrák csapatok előnyomulása vezette be, azonban Gyulai erélytelen hadvezetésének köszönhetően a kezdeményezés az egyesült francia és szárd–piemonti csapatok kezébe került át. A sorozatos késlekedések következtében az osztrák csapatok egyre kedvezőtlenebb helyzetbe kerültek, majd – annak ellenére, hogy az osztrák kormány május végén újabb négy hadtestet küldött a hadszíntérre – június 4-én a magentai csatában döntő vereséget szenvedtek a III. Napóleon császár és Mac-Mahon tábornagy által irányított francia és szárd haderőtől. Gyulai Ferencet június 16-án felmentették főparancsnoki beosztásából és nyugdíjazták. Helyét maga I. Ferenc József vette át, aki azonban június 24-én a solferinói csatában újabb vereséget szenvedett. A csatavesztések következtében az Osztrák Császárság kénytelen volt lemondani Milánóról és egész Lombardiáról III. Napóleon javára, aki ezeket a tartományokat később átadta az 1861-ben megalakult egységes Olasz Királyságnak, cserébe Savoya tartomány és Nizza átengedéséért.
A hadjárat sikertelenségéért Gyulai Ferencet tették felelőssé, aki  több ízben igyekezett az ellene felhozott vádakat cáfolni. A sikertelenség okát a Bécsből kapott helytelen parancsokban, illetve saját alvezéreinek tehetetlenségében vélte megtalálni.

## Utódai

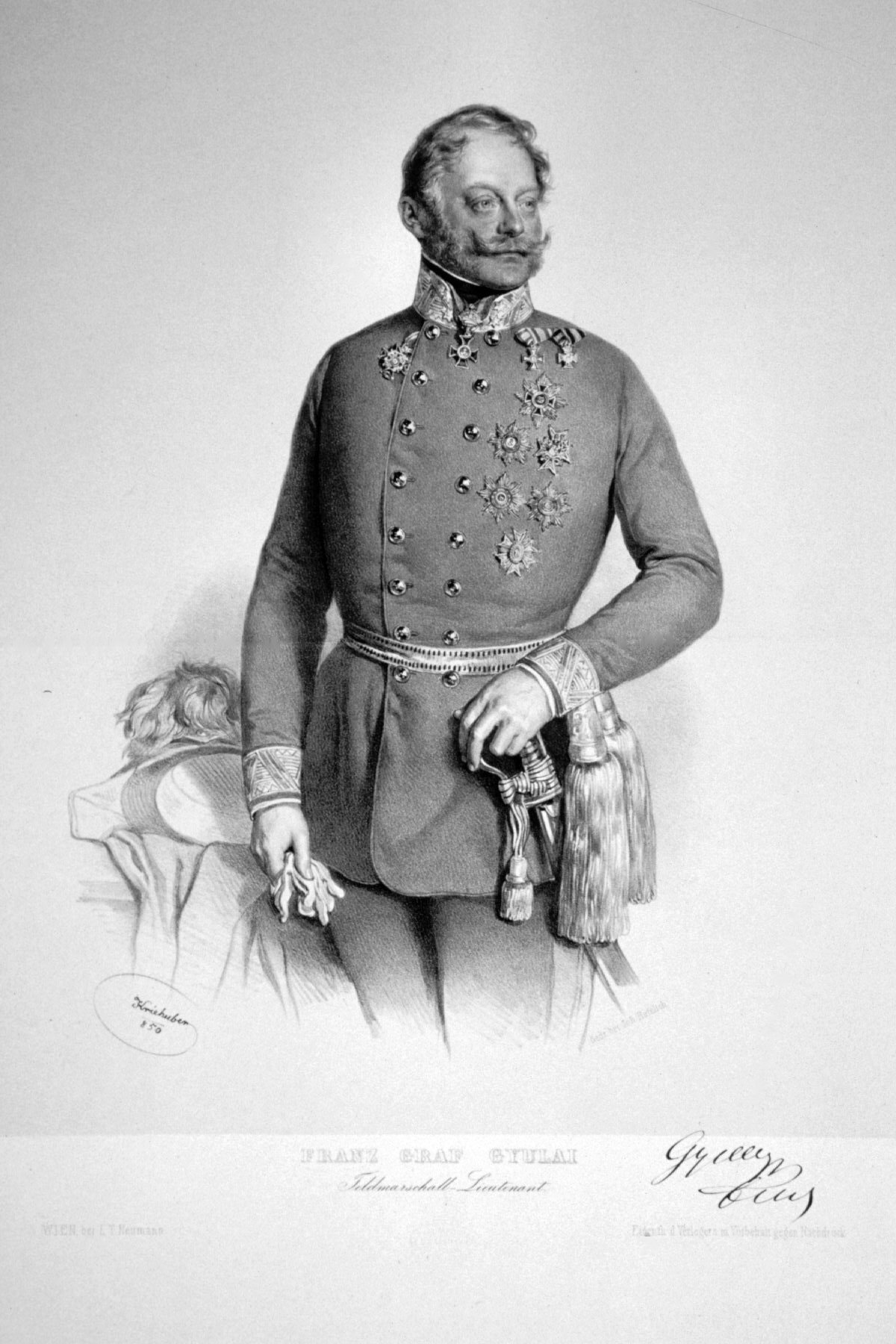
Gyulai Ferenc táborszernagy
Josef Kriehuber litográfiája, 1850.

Gyulay Ferenc Józsefnek nem született gyermeke, ezért 1866-ban örökbe fogadta felesége unokaöccsét, Leopold Wilhelm von Edelsheim báró vezérőrnagyot (1826–1893), aki felvette a Gyulai nevet is, Edelsheim-Gyulai Lipót Vilmos néven bárói, majd grófi rangra emelték, s e néven az Edelsheim-Gyulai család megalapítója lett. Később lovassági tábornoki rendfokozatot is kapott. Az ő egyik dédunokája, Edelsheim-Gyulai Ilona grófnő 1940-ben Horthy István repülőtiszthez (1904–1942), Horthy Miklós kormányzó fiához, a Magyar Királyság kormányzóhelyetteséhez ment feleségül.